# Anafrodisíac
Un anafrodisíac és una substància, fàrmac o medicament que disminueix o suprimeix el desig sexual o libido. Té l'efecte invers d'un afrodisíac.
Entre les plantes tenen reputació d'anafrodisíacs l'aloc (Vitex agnus-castus), el llúpol (Humulus lupulus), el nenúfar groc (Nuphar lutea) i la càmfora (Cinnamomum camphora).
Els efectes secundaris de certes medicacions poden actuar com anafrodisíacs com per exemple alguns antipsicòtics.
Existeix el mite urbà que l'Exèrcit Britànic posava al menjar i en el te dels soldats bromur de potassi pel seu poder sedant (i secundàriament anafrodisíac) durant la Segona Guerra Mundial. I el mite que també era usat a Espanya amb els nois que feien el servei militar. Una creença similar sembla existir als Estats Units amb el nitrat de potassi en el cafè de l'exèrcit. Tanmateix, totes aquestes substàncies són extremadament perilloses per utilitzar a causa dels seus possibles efectes secundaris.